# منطقه تاریخی ورنور–اسپیرینگولز غربی
منطقه تاریخی ورنور-اسپیرینگولز غربی (به انگلیسی: West Vernor–Springwells Historic District) یک منطقهٔ مسکونی در ایالات متحده آمریکا است که در دیترویت واقع شده‌است.